# Alou
Pour les articles homonymes, voir Alou (homonymie).
Alou est une commune du Cameroun située dans la région du Sud-Ouest et le département du Lebialem.

## Population
Lors du recensement de 2005, la commune comptait 35 855 habitants, dont 5 620 pour Alou Town.

## Structure administrative de la commune

### Zone urbaine
Outre Alou proprement dit, la zone urbaine d'Alou est divisée en plusieurs quartiers  :
Emollah, Kongho, Njenachang, Njenafey, Njenallah et Ndungated.

### Zone rurale
Éloignée de la zone urbaine, la zone rurale de la municipalité d'Alou contient sept villages :
- Attrah
- Fonjumetaw
- Lewoh
- M'mouck
- M'mouckbie
- Ndugatet
- Nwangong